# شهرک جوادالائمه
شهرک جوادالائمه، در گذشته روستایی از توابع بخش مرکزی شهرستان شیراز در استان فارس ایران بوده‌است. این شهرک هم‌اکنون جزوه شهرداری ۷ شیراز و در نزدیکی بزرگراه خلیج فارس قرار دارد.

## جمعیت
این روستا در دهستان قره باغ قرار داشته‌است و بر اساس سرشماری مرکز آمار ایران در سال ۱۳۸۵، جمعیت آن ۱۴۸ نفر (۳۴خانوار) بوده‌است.